# Apechoneura paraguayensis
Apechoneura paraguayensis är en stekelart som beskrevs av Carlos Schrottky 1911. Apechoneura paraguayensis ingår i släktet Apechoneura och familjen brokparasitsteklar. Inga underarter finns listade i Catalogue of Life.